# Grażyna Pytka
Grażyna Pytka (ur. 8 kwietnia 1954, zm. 14 maja 1971) – polska poetka.

## Życiorys
Była uczennicą I Liceum Ogólnokształcącego w Kartuzach. Już jako dziecko zapadła na nieuleczalną chorobę (chorowała na schizofrenię), która doprowadziła do jej samobójczej śmierci w dniu 14 maja 1971. Została pochowana na cmentarzu w Kartuzach.
Jej zachowane wiersze zostały pośmiertnie opublikowane w 2012 w tomiku pt. Wrócę wydanym nakładem Miejskiej i Powiatowej Biblioteki Publicznej im. Janusza Żurakowskiego w Kartuzach, dzięki środkom Urzędu Gminy i Starostwa Powiatowego w Kartuzach. 
Jest patronką założonego w 2011 roku Klubu Literatury i Sztuki im. Grażyny Pytki przy Miejskiej i Powiatowej Bibliotece Publicznej w Kartuzach (siedzibę Klubu otwarto w 2014).